# Reinhard Bütikofer
Reinhard Bütikofer (ur. 26 stycznia 1953 w Mannheimie) – niemiecki polityk, były współprzewodniczący partii Zielonych, poseł do Parlamentu Europejskiego VII, VIII i IX kadencji.

## Życiorys
Studiował filozofię, historię i sinologię na Uniwersytecie w Heidelbergu. W latach 70. był działaczem maoistowskiej organizacji Kommunistischer Bund Westdeutschland. W latach 80. zaangażował się w działalność Zielonych, początkowo jako radny Heidelbergu (1984–1988) i poseł do landtagu Badenii-Wirtembergii (1988–1996). W latach 2002–2008 był współprzewodniczącym Związku 90/Zielonych, początkowo obok Angeliki Beer, następnie (od 2004) obok Claudii Roth.
W wyborach w 2009 uzyskał mandat europosła. Został wiceprzewodniczącym grupy Zielonych i Wolnego Sojuszu Europejskiego. W 2014 i 2019 z powodzeniem ubiegał się o europarlamentarną reelekcję. Od 2012 do 2019 był także współprzewodniczącym Europejskiej Partii Zielonych.